# Zjdanovitjy
Zjdanovitjy (belarusiska: Ждановічы) är en agropolis i Belarus. Den ligger i voblasten Minsks voblast, i den centrala delen av landet, 10 km nordväst om huvudstaden Minsk. Zjdanovitjy ligger 216 meter över havet och antalet invånare är 5 000.

## Natur
Terrängen runt Zjdanovitjy är platt. Trakten är tätbefolkad. Närmaste större samhälle är Mіnsk, 10,4 km sydost om Zjdanovitjy.